# Automedon (Priester)
Automedon (altgriechisch Αὐτομέδων), der Priester des Apollon Karneios, war der zweite Karneenpriester, der über Sikyon regierte. Wie sein Vorgänger Archelaos regierte er nur für ein Jahr und wurde von Theoklytos abgelöst, der aber 4 Jahre regierte.